# 工农街道 (松原市)
工农街道，是中华人民共和国吉林省松原市宁江区下辖的一个乡镇级行政单位。

## 行政区划
工农街道下辖以下地区：
一厂社区、井下社区、二厂社区和新民社区。